# Perkun
Perkun (lit. Perkūnas, Perkuns, fiń. Perkele, łot. Perkonos, Perkons, prus. Perkunis; możliwe że od praindoeuropejskiego rdzenia perk- – „dąb”) – naczelne, suwerenne bóstwo panteonu bałtyjskiego, gromowładca, bóg niebios, ognia i płodności, odpowiednik słowiańskiego Peruna. Ogólnobałtyjski bóg burzy i wojny, strażnik moralności oraz sprawca biokosmicznej płodności w lettolitewskich mitach nieba. Jego świętym drzewem i symbolem był dąb. Jako bóstwo, które można było oglądać, i o zdefiniowanej funkcji mitologicznej zastępował Dievs – deus otiosus panteonu bałtyjskiego. Wspominany był m.in. w pismach Jana Długosza.